# 支配下選手登録
支配下選手登録（しはいかせんしゅとうろく）は、日本野球機構（NPB）に所属するプロ野球の球団が特定の選手との間で排他的かつ独占的に契約を結べる状態であることを各リーグに届け出ることをいう。一般には一軍と二軍を合わせた、1チームに所属する全選手のことを意味する。支配下登録とも書かれる。この中から更に出場選手登録される選手が選び出される。こちらがいわゆる一軍選手で、それ以外の全員が二軍となる。二軍にはこの他に、更に下位の存在である育成契約選手がいる。
日本女子ソフトボールリーグに所属する社会人ソフトボールのチームにおいても、同用語が使われるが、本記事ではNPBの支配下選手登録について解説する。

## 概略
支配下選手登録された選手は、当該チームの選手として公示され、契約期間中は当該チームの選手として年度連盟選手権試合（優勝ペナントを争うので通称「ペナントレース」）、オールスターゲーム、プレーオフ、日本シリーズに出場する義務を負う。この義務は日本人選手のみならず外国人選手にも適用される。
1965年にドラフト制度が導入されてから、各球団の支配下選手は最大60人とされていた。しかし、実際は1991年時点ですべての球団が60人を超える選手を保有し、怪我や野球留学で出場見込みのない選手を支配下登録から外したり、練習生や球団職員と称して、ドラフト外入団の選手として支配下外で契約したりすることが見られた。さらに、ドラフト1位候補の選手も、球団職員として囲い込みをしたり、ドラフト外入団の制度を利用して契約を有利に運ぼうとしたりする動きが活発になっていた。そのため、1991年のドラフトからドラフト外による入団は、海外の学校に在籍するなど特別な事情のある一部の学生について特例で承認された場合を除いて一切禁止、かつ、1992年からは練習生としての選手の保有も一切禁止となった。その代わり、1球団の支配下選手は最大70人となった。
球団間でトレードが実施される場合、前球団の支配下選手登録が抹消され、新球団で支配下選手登録がなされる。2007年まではこの手続は、毎年6月30日が期限とされ、7月以降のトレードや新規獲得（外国人）は認められていなかったため、6月下旬には駆け込みでトレードや新外国人選手の獲得が行われることが多かった。2008年よりこの期限は7月31日までに延長されている。なお、シーズンオフの契約更改前に成立したトレードの場合は契約保留権の移転（譲渡）ということになる。
11月30日に次年度契約保留選手として公示された選手は、翌シーズンもそのチームと契約を結ぶこととなる。契約保留選手が当年の1月10日までに契約更改をしない場合、選手は保留手当（前年の年俸の4分の1を日割した額）を受領する権利がある。2020年には多和田真三郎（埼玉西武ライオンズ）が自律神経失調症を理由に契約保留選手のまま契約更改がなされず、7月まで選手契約が締結されない状態が続いた。
2011年まで存在したNPB独自の年金制度では、10年以上の支配下登録選手としての在籍が受給資格となっていたため、支配下登録人数に余裕のある球団では、事実上引退して打撃投手・ブルペン捕手・コーチ・マネージャーなどに就任していながら、受給資格を満たせるために形式的に選手登録が行われたり、引退から数年後に形式的に「現役復帰」した事例もある。また1984年まで、試合中にブルペンで投手の球を受ける捕手は現役選手に限るとの条項があったため、各球団とも事実上引退していたブルペン捕手あるいはバッテリーコーチ格の人員を支配下選手登録していた。
支配下選手制度、特にその上限制度については、プロに進みたいとする有望な選手に対して門を狭めているとして、撤廃すべきであるとする意見がある。一方、上限を撤廃すれば球団間の資金力によって選手層に格差を生じさせる結果となるばかりでなく、結局一軍登録できるのは28人（2019年から29人）の選手のみであることから、資金力の豊富な球団が多くの有力選手を抱えて飼い殺しとなったり二軍に選手をだぶつかせることになるとして存置すべきであるとする意見がある。

## 制限選手
選手が個人的理由により野球活動を休止する場合、その選手を「他球団でのプレーや移籍を制限し、また1日毎に年俸の300分の1を減額する」制限選手とすることができる。球団が申請し、コミッショナーの審査を経て復帰条件を付記された上で公示され、制限選手名簿に記載される（野球協約 第60条[2]　制限選手と制限選手名簿（レストリクテッド・リスト））。
1998年12月にMLBと「日米間選手契約に関する協定」を締結、その際に協約違反や契約不履行などで処分を受ける選手の規定も日米で統一したことにより導入された制度である。同様の協定は韓国・台湾・中国とも締結しており、これらの野球組織下への所属も同様に不可能となる。
MLBでは長期の出場停止処分を受けた選手にも適用されているが、NPBでは出場停止選手という制度が別にある。

### 適用例
| 公示日        | 選手名                 | 球団                     | 適用理由・備考 |
| ------------- | ---------------------- | ------------------------ | --- |
| 2011年4月1日  | ブレント・リーチ       | 横浜ベイスターズ         | 初の適用例。東日本大震災発生後に帰国し再来日の目処が立たなかったため。同年7月8日に再来日し同日付で復帰申請が受理された。                |
| 2011年4月2日  | ブライアン・バニスター | 読売ジャイアンツ         | 東日本大震災発生後に帰国し再来日の目処が立たなかったため。帰国日である3月15日に遡って適用され、同年4月26日付で任意引退選手として公示。  |
| 2015年4月2日  | ルルデス・グリエルJr.  | 横浜DeNAベイスターズ     | 左手首痛を理由に来日せず、診断書の提出もなかったため。同年11月30日付で復帰申請が受理された後、12月2日に自由契約選手として公示。         |
| 2020年2月19日 | オスカー・コラス       | 福岡ソフトバンクホークス | 同年1月にMLBとの契約を目的に亡命したと報道され、来日しなかったため。本人は契約無効を主張していた。同年12月2日に自由契約選手として公示。 |

ソフトバンクホークスでは、2021年にも育成選手のアンディ・ロドリゲスがコラスと同様にMLBとの契約を目的とした亡命をしているが、育成選手に対しては野球協約を適用することができず、本制度に代わる制度も存在しないことから対応が見送られている。